# Cybulówka
Cybulówka – część wsi Jeziernia w Polsce, położona w województwie lubelskim, w powiecie tomaszowskim, w gminie Tomaszów Lubelski.
W latach 1975–1998 Cybulówka administracyjnie należała do województwa zamojskiego.
Wierni Kościoła rzymskokatolickiego należą do parafii Parafia św. Antoniego Padewskiego w Jezierni.